# 米爾戈羅德希納
49°11′36″N 33°57′50″E / 49.19333°N 33.96389°E
米爾戈羅德希納（烏克蘭語：Миргородщина），是烏克蘭中部的村莊，隸屬波爾塔瓦州的克雷門丘克區。該村距離馬約爾希納和里巴爾基1公里，海拔高度92米，2001年人口120。